# Спогодба Нойбахер
Спогодба Нойбахер е спогодба между Германия и България от 1 февруари 1941 г. С нея се урежда финансирането и снабдяването на германските войски в България.
Подписана е в София, в процеса на присъединяване на България към Тристранния пакт. В нея се предвижда предоставянето на средства от Българска народна банка за покриване на нуждите на германските войски в България. Определена е сумата от 500 млн. лева, но до 1944 г. Германия изтегля 7,039 млрд. лева. Не са спазени клаузите за снабдяване на германските войски с хранителни и фуражни припаси чрез доставки от Германия, вместо това припасите са от България, както и забраната за изнасяне на стоки от България от германските войници.